# Marafi
Marafi è una contrada agricola nel territorio comunale di Faicchio, posta sulla sponda sinistra del fiume Titerno nei pressi della sua confluenza nel Volturno. Il luogo si ritrova in età normanna come insediamento fortificato: di tale periodo rimangono la cosiddetta Torre Vecchia, oggi impiegata come agriturismo, e la chiesa di Sant'Andrea.

## Storia
Il territorio di Marafi, in età romana, era interessato dal passaggio del braccio della via Latina che conduceva da Venafro a Benevento: forse il Ponte Jaco sul fiume Titerno, di cui rimangono dei ruderi, faceva parte del tracciato di tale strada.
La zona, quindi, nell'alto medioevo presentava porzioni ancora percorribili di importanti antiche vie di collegamento terrestri, ed altrettanto importanti vie fluviali. È per questo che già nel periodo longobardo esisteva il castello di Porto, posto sulla sponda opposta del Titerno al suo sbocco nel Volturno: il castello era legato ad un vicino attracco per piccole imbarcazioni.

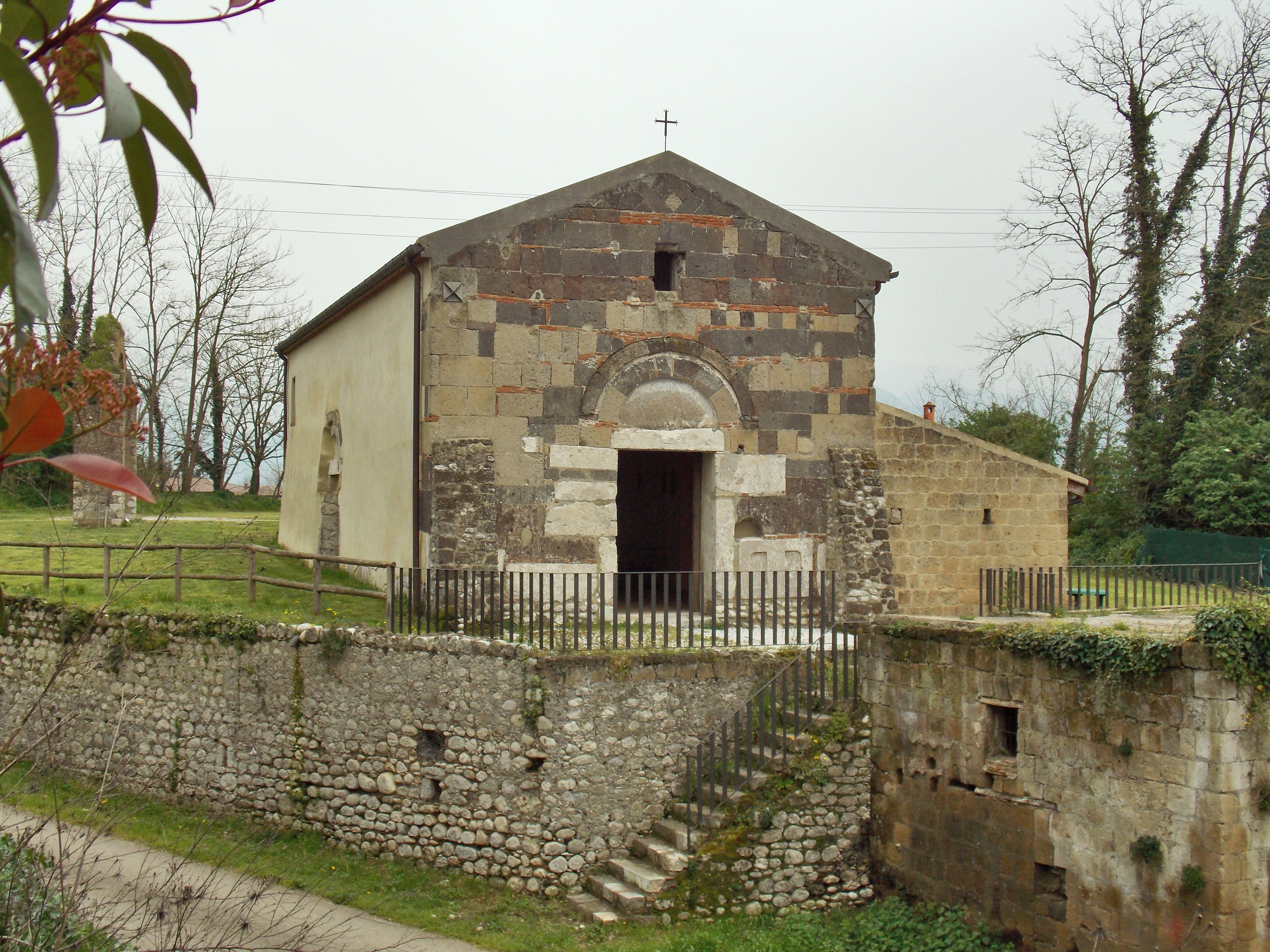
La chiesa di Sant'Andrea

I ritrovamenti archeologici a Marafi coprono un ampio arco cronologico che comprende già l'età romano-repubblicana. Marafi è identificabile con il luogo abitato di Cortesano, menzionato nel 1003 e di nuovo nel Catalogo dei Baroni (metà XII secolo) come possedimento di Roberto, figlio di Liscia. Il dongione oggi noto come Torre Vecchia dev'essere stato costruito all'inizio del XII secolo (o forse anch'esso in età longobarda), plausibilmente con logiche analoghe a quelle di Porto. Insieme alla torre dovette nascere l'adiacente chiesa parrocchiale di Sant'Andrea.
A partire dall'anno 1221 è attestata nei pressi di Marafi una chiesa di Santo Spirito, grangia dell'abbazia cistercense di Santa Maria della Ferraria sorta allo scopo di sfruttare le potenzialità agricole dell'area: a farne menzione è un diploma di Federico II e, sei anni dopo, un privilegio papale, in cui ha il nome di Santo Spirito de Titerno. Già nel 1476, tuttavia, la cella monastica è decadente; e nel 1622 sono attestati soltanto dei possedimenti terrieri dell'abbazia della Ferraria nei pressi della chiesa di Santo Spirito.
Le Rationes Decimarum del 1325 informano che a Maralfie erano le ulteriori chiese scomparse di San Vito (chiamato vecchio nel 1590 e nuovo nel 1607 e oltre, forse in seguito a lavori di ristrutturazione) e di San Giovanni. Solo in tempi molto successivi apparirà un'altra chiesa, Sant'Angelo (1701-1702).
Ultimo signore attestato del castrum è Leonardo Antonio Caetani, figlio di Antonello, nel 1469. Nel 1744 il luogo risulta disabitato.